# Petar Marković (slikar)
Petar Marković (1869. – Zemun, 1952.), hrvatski pravnik, političar, pisac i slikar.

## Životopis
Jedan od prvih maturanata zemunske gimnazije. Vrlo zaslužan zemunski gradonačelnik (1909. – 1914.), slikar, putopisac, doktor prava, pisac vrlo vrijedne knjige Zemun od najstarijih vremena do danas (1896.). O toj knjizi, prepunoj dragocjenih podataka, imali su lijepo mišljenje Isidora Sekulić i Ivo Andrić. Petar Marković se brinuo o zemunskim kulturnim, prosvjetnim i humanitarnim ustanovama. Objavljivao je putopisne bilješke iz više europskih zemalja i brojne zapise u časopisima i novinama. U njegovoj rukopisnoj ostavštini čuva se više tekstova iz političke, društvene i kulturne povijesti Zemuna. Ti su tekstovi dragocjen izvor za proučavanje povijesti grada Zemuna.